# Poppo II de Weimar-Orlamünde
Poppo II, né vers 1065 et mort en 1098 (?), issu de la maison de Weimar-Orlamünde, fut margrave de Carniole à partir de 1070 et d'Istrie de 1096 jusqu'à sa mort. 

## Biographie
Poppo est le fils cadet du comte Ulrich Ier de Weimar (mort en 1070), margrave d'Istrie et de Carniole. Sa mère Sophie (morte en 1095) est une fille du roi Béla Ier de Hongrie et il est de ce fait de sang royal. Son père était héritier du comté de Weimar-Orlamünde en Thuringe après la mort de son cousin Othon en 1067.
Lors de la mort de son père en 1070 il succède dans la charge de margrave de Carniole, tandis que la marche d'Istrie a été décernée au comte Markwart d'Eppenstein. Il ne peut devenir maître de ce pays qu'en 1096, après la mort de son beau-père Engelbert Ier de Sponheim.
Comme son père, Poppo reste un partisan loyal de la dynastie salienne et du roi Henri IV pendant la querelle des Investitures. À sa mort, sans héritier masculin, il a comme successeur son frère Ulrich II de Weimar-Orlamünde qui hérite des margraviats de Carniole et d'Istrie.

## Union et postérité
Poppo II épouse Richgarde (morte vers 1112), fille du comte Engelbert Ier de Sponheim et sœur des futurs ducs Henri IV et Engelbert de Carinthie. 
Selon la chronique Historia Welforum datant des environs de 1170, Poppo et Richgarde ont deux filles:
- Sophie d'Istrie (morte en 1132), épouse du comte Berthold II d'Andechs, mère du margrave Berthold III ;
- Hedwige (morte en 1162), épouse d'abord le comte Hermann Ier de Winzenbourg (mort en 1137-1138), landgrave de Thuringe et margrave de Misnie, puis le comte Adalbert II de Bogen (mort en 1146).